# برنتروده (بای هایلباد هایلیگنشتادت)
برنتروده (به آلمانی: Bernterode) یک شهر در آلمان است که در Eichsfeld واقع شده‌است. برنتروده ۲۳۰ نفر جمعیت دارد.